# Ramsey (New Jersey)
Ramsey is een plaats (borough) in de Amerikaanse staat New Jersey, en valt bestuurlijk gezien onder Bergen County.

## Demografie
Bij de volkstelling in 2000 werd het aantal inwoners vastgesteld op 14.351.
In 2006 is het aantal inwoners door het United States Census Bureau geschat op 14.775, een stijging van 424 (3.0%).

## Geografie
Volgens het United States Census Bureau beslaat de plaats een oppervlakte van
14,5 km², waarvan 14,4 km² land en 0,1 km² water. Ramsey ligt op ongeveer 79 m boven zeeniveau.

## Plaatsen in de nabije omgeving
De onderstaande figuur toont nabijgelegen plaatsen in een straal van 8 km rond Ramsey.

## Geboren in Ramsey
- George Verwer (1938-2023), Amerikaans-Britse zendeling en schrijver